# 梅知岩
梅知岩，宣城郡（今安徽省宣城市）人，隋朝末年民变领袖。
隋朝末年，梅知岩据宣城郡宣城县反隋，受占据歙州的汪华的影响。唐高祖武德六年（623年）三月，占据宣城县的梅知岩、占据永嘉郡（今浙江省温州市）的苗海潮、占据宣城郡泾县的左难当一同归降唐朝。